# برايس فان برابانت
برايس فـان برابانت هو لاعب هوكي جليد كندي، ولد في 12 نوفمبر 1991 في Morinville ‏ في كندا.

## وصلات خارجية
- برايس فـان برابانت على موقع دوري الهوكي الوطني (الإنجليزية)
- برايس فـان برابانت على موقع EliteProspects.com (الإنجليزية)
- برايس فـان برابانت على موقع HockeyDB.com (الإنجليزية)
- برايس فـان برابانت على موقع Hockey-Reference.com (الإنجليزية)